# Schülern
Schülern (niederdeutsch/plattdeutsch Schüllern) ist ein Ortsteil der Stadt Schneverdingen im Landkreis Heidekreis in Niedersachsen.

## Geografie
Der Ort ist über die L 171 mit dem Stadtzentrum verbunden und liegt etwa vier Kilometer südlich.
Wohnplätze von Schülern sind Schülernbrockhof/Schüllernbrockhoff, Voigten/Vöten, Hasselhof/Hasselhoff und Steinbeck/Stimbeck.

## Geschichte
Am 1. März 1974 wurde Schülern in die Gemeinde Schneverdingen eingegliedert.

## Politik
Die Gemeindeverantwortlichen (Ortsvorsteher) waren nach dem Zusammenschluss mit Schneverdingen (1974).
- Gustav Röhrs (bis 1976)
- Heinz – Diedrich Brüsehof (bis 1983)
- Ernst Ringe (bis 1989)
- Rudolf Broocks (ab 1989)
- Jan -Kosta Recksiek (ab 2011)
- Torsten Gevers (ab 2020)

## Kultur und Sehenswürdigkeiten
- Freiwillige Feuerwehr Schülern
- Schützenverein Schülern von 1926
- Sportvereinigung SV Schülern von 1951
- Initiative „Schöneres Schülern“